# Vrhnika
Vrhnika là một khu tự quản (tiếng Slovenia: občine, số ít – občina) trong vùng Osrednjeslovenska của Slovenia. Vrhnika có diện tích 113.3 km2, dân số là theo điều tra ngày 31 tháng 3 năm 2002 là 14373 người. Thủ phủ khu tự quản Vrhnika đóng tại Vrhnika.